# Celosia madagascariensis
Celosia madagascariensis är en amarantväxtart som beskrevs av Jean Louis Marie Poiret. Celosia madagascariensis ingår i släktet celosior, och familjen amarantväxter. Inga underarter finns listade i Catalogue of Life.